# Copa Itaú 2011
Il Copa Itaú 2011 è stato un torneo professionistico di tennis femminile giocato sulla terra rossa. È stata la 1ª edizione del torneo, che fa parte dell'ITF Women's Circuit nell'ambito dell'ITF Women's Circuit 2011. Si è giocato a Asunción in Paraguay dal 14 al 20 novembre 2011.

## Partecipanti

### Teste di serie
| Nazionalità | Giocatrice           | Ranking* | Testa di serie |
| ----------- | -------------------- | -------- | -------------- |
| Stati Uniti | Julia Cohen          | 171      | 1              |
| Argentina   | Florencia Molinero   | 193      | 2              |
| Paraguay    | Verónica Cepede Royg | 237      | 3              |
| Brasile     | Vivian Segnini       | 282      | 4              |
| Argentina   | María Irigoyen       | 310      | 5              |
| Croazia     | Tereza Mrdeža        | 318      | 6              |
| Austria     | Tina Schiechtl       | 330      | 7              |
| Argentina   | Vanesa Furlanetto    | 331      | 8              |

- Ranking al 7 novembre 2011.

### Altre partecipanti
Giocatrici che hanno ricevuto una wild card:
- Jazmín Britos
- Camila Giangreco Campiz
- Montserrat González
- Isabella Robbiani

Giocatrici che sono passate dalle qualificazioni:
- Daniela Degano
- Florencia di Biasi
- Ulrikke Eikeri
- Liz Tatiane Koehler Bogarin
- Agustina Lepore
- Linda Mair
- Guadalupe Moreno
- Luciana Sarmenti
- Ofri Lankri (lucky loser)

## Campionesse

### Singolare
Romana Tabak ha battuto in finale  Florencia Molinero con il punteggio di 6–1, 6–0

### Doppio
Julia Cohen /  Tereza Mrdeža hanno battuto in finale  Mailen Auroux /  María Irigoyen con il punteggio di 6–3, 2–6, [10–5]